# Bromessigsäurebutylester
Bromessigsäurebutylester bzw. Butylbromacetat ist eine organische Verbindung aus der Gruppe der Carbonsäureester. Es handelt sich um den Ester der Bromessigsäure mit n-Butanol.

## Herstellung
Butylbromacetat kann durch Veresterung von Bromessigsäure mit n-Butanol in Gegenwart einer katalytischen Menge Schwefelsäure hergestellt werden. Auch eine Veresterung mit para-Toluolsulfonsäure als Katalysator ist beschrieben.

## Eigenschaften
Butylbromacetat ist eine farblose Flüssigkeit. In Wasser ist es unlöslich, mit vielen organischen Lösungsmitteln jedoch mischbar.

## Beschränkung
Die Verbindung steht auf der Liste der Stoffe, deren Herstellung, Inverkehrbringen oder Verwendung in der Europäischen Union eingeschränkt oder verboten ist.